# Rudower See

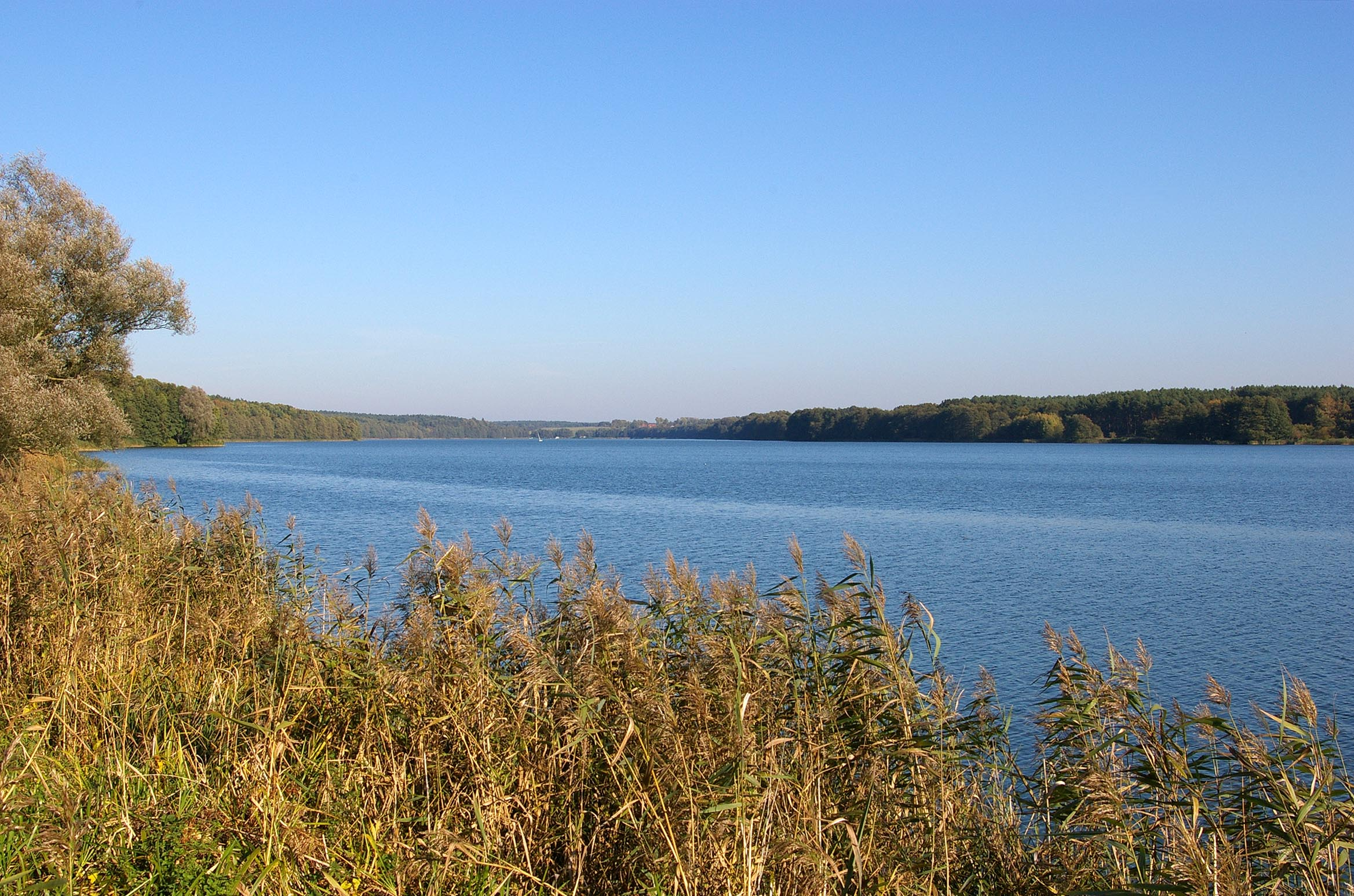
Der Rudower See

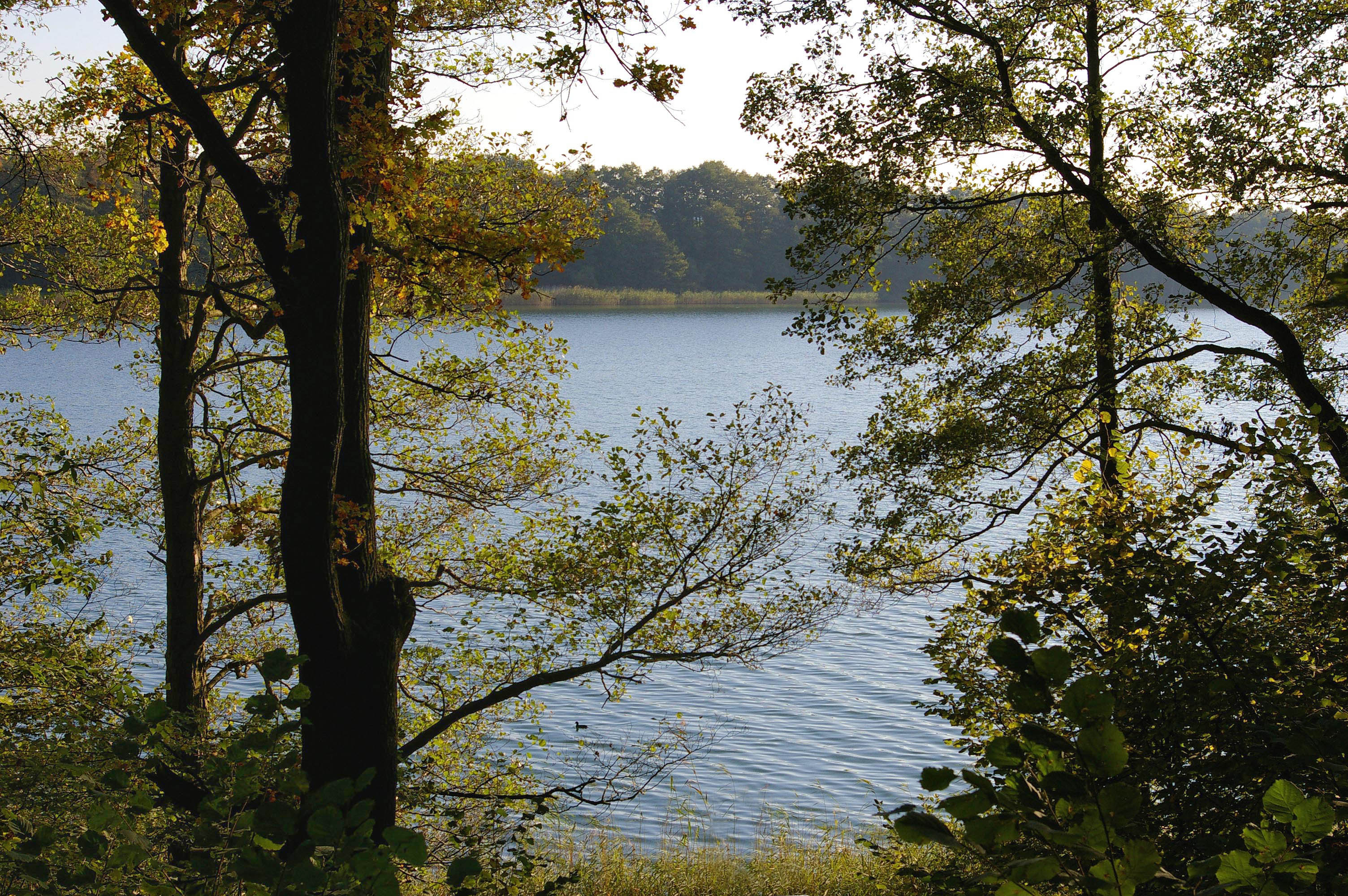
Blick durch den nordöstlichen Uferhangwald

Der Rudower See (sprich: Rudoër) ist ein langgestreckter See in der Prignitz im äußersten Nordwestzipfel Brandenburgs. An seiner Südwestseite liegt die Stadt Lenzen, in weniger als drei Kilometern Entfernung der untere Mittellauf der Elbe.

## Beschreibung
Die rinnenartige, südwestlich-nordöstlich ausgerichtete Seefläche umfasst 1,67 km² (167 ha), wobei einer Länge von bis zu 3,77 Kilometern eine maximale Breite von 610 Metern gegenübersteht. Der Wasserspiegel befindet sich auf 15,3 m NHN. Die größte Tiefe wird mit sechs Metern angegeben; das Volumen des Wasserkörpers beträgt rund 6,62 Mio. Kubikmeter. Das Wassereinzugsgebiet des Sees hat eine Fläche von 2985 Hektar.
Der Rudower See wird von diversen Randquellen und vom Nausdorfer Kanal gespeist. Dieser Zufluss wiederum führt Wasser des nordöstlich gelegenen, ebenfalls von vielen kalkreichen Quellen gespeisten Rambower Moores heran. Über einen Abfluss im Südwesten (die sogenannte „Flut“) ist der Rudower See über die Löcknitz indirekt mit der Elbe verbunden.
Die rinnenartige Oberflächengestalt der Umgebung des Rudower Sees und Rambower Moores ist auf einen etwa saaleglazial zu datierenden Einbruch des Untergrundes zurückzuführen. Durch hydrogene Subrosion (Lösung und Auswaschung) von Steinsalz innerhalb des nördlichen Teils der Gorleben-Rambower Salzstruktur bildeten sich ausgedehnte Hohlräume, die schließlich einbrachen und an der Geländeoberfläche auf der heutigen nordöstlichen Elbeseite die markante, zehn Kilometer lange und teilweise über einen Kilometer breite Rambow-Lenzener Rinne entstehen ließen. Entlang der Einbruchsenke verlaufen teils bewaldete Randwälle, die Höhen von maximal 54,5 m NHN erreichen und so einen leicht hügeligen Landschaftsaspekt vermitteln.

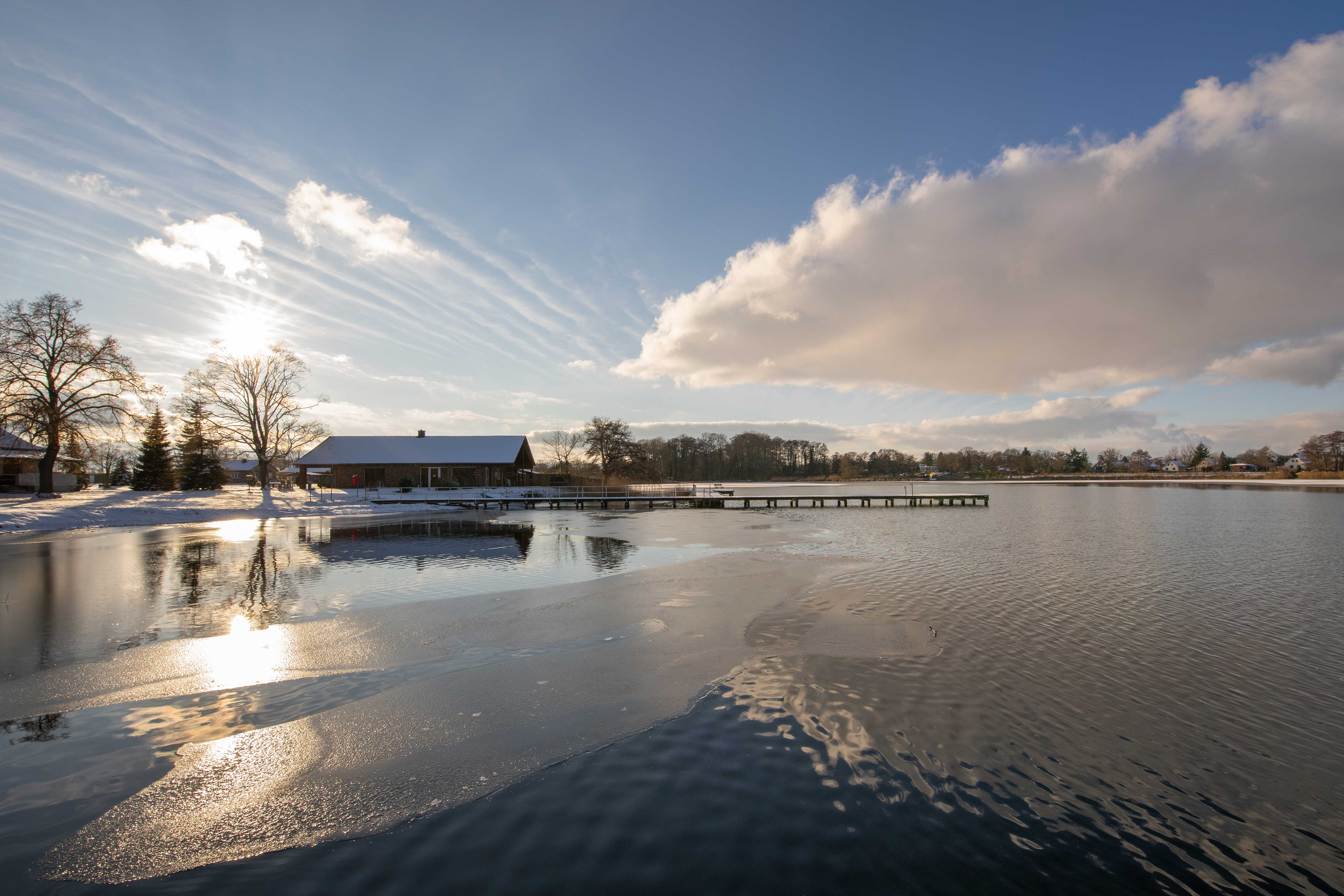
Die Lenzener Badeanstalt am Rudower See

Am Rudower See sind zwei (nicht mehr offizielle) Badestellen – bei Lenzen und bei der Siedlung Leuengarten – sowie ein Campingplatz vorhanden. Das fischreiche Gewässer ist außerdem bei Anglern beliebt. Zu DDR-Zeiten war die Wasserqualität aufgrund einer zu intensiven fischereilichen Bewirtschaftung stark belastet. Zwischenzeitlich hatte sich die Situation verbessert. Eine im Jahr 2000 am Nausdorfer Kanal eingebaute Phosphatfällanlage ist allerdings seit 2008 nicht mehr in Betrieb. Im Sommer 2016 wurde nach einer wiederholten Blaualgenblüte und späterem Fischsterben ein Badeverbot ausgesprochen. Faunistisch hat der See unter anderem eine Bedeutung als Vogelbrut- und Rastgebiet. Als namengebende Lokalität findet sich der alleinliegende Wohnplatz Rudow am Nordufer.